# Au bord du gouffre (film)
Pour les articles homonymes, voir Au bord du gouffre.
Pour plus de détails, voir Fiche technique et Distribution.
Au bord du gouffre (The Mind Benders) est un film britannique réalisé par Basil Dearden, sorti en 1963.

## Synopsis
Le professeur Sharpey s'est suicidé après avoir participé à une expérience de privation de sentiments dans un laboratoire secret. Son ancien collègue, le docteur Longman, se porte volontaire pour suivre la même expérience dans le but de prouver ce qui a réellement conduit Sharpey au suicide. Il espère ainsi laver le nom de son collègue de l'accusation d'être un agent double au bénéfice de communistes.

## Fiche technique
- Titre original : The Mind Benders
- Titre français : Au bord du gouffre
- Réalisation : Basil Dearden
- Scénario : James Kennaway
- Direction artistique : Jim Morahan
- Costumes : Anthony Mendleson
- Photographie : Denys Coop
- Son : Gordon K. McCallum, Vivian Temple-Smith
- Montage : John D. Guthridge
- Musique : Georges Auric
- Production : Michael Relph
- Société de production : Michael Relph Productions
- Société de distribution : Anglo-Amalgamated Film Distributors
- Pays d'origine :  Royaume-Uni
- Langue originale : anglais
- Format : Noir et blanc  — 35 mm — 1,66:1 — son mono
- Genre : thriller
- Durée : 109 minutes
- Dates de sortie : 
  - Royaume-Uni : 21 février 1963
  - France : 16 novembre 1966

## Distribution
- Dirk Bogarde : Henry Longman
- Mary Ure : Oonagh Longman
- John Clements : Major Hall
- Michael Bryant : Danny Tate
- Wendy Craig : Annabella
- Harold Goldblatt : Sharpey
- Geoffrey Keen : Calder
- Terry Palmer : Norman
- Norman Bird : Aubrey
- Roger Delgado : Docteur Jean Bonvoulois